# Catenicella buskii
Catenicella buskii is een mosdiertjessoort uit de familie van de Catenicellidae. De wetenschappelijke naam van de soort is voor het eerst geldig gepubliceerd in 1858 door Wyville Thomson.